# Alice Gomes (escritora)
Maria Alice Soeiro Pereira Gomes Casais Monteiro (Granjinha, 24 de agosto de 1910 - Lisboa, 16 de outubro de 1983), mais conhecida como Alice Gomes foi uma escritora, pedagoga, conferencista, dramaturga e tradutora portuguesa, e pioneira do Movimento de Educação pela Arte em Portugal.

## Biografia
Nasceu Maria Alice Soeiro Pereira Gomes na Granjinha, freguesia do Tabuaço em 1910, filha de Alexandre Pereira Gomes e da sua mulher Celestina Soeiro. Era irmã do escritor Joaquim Soeiro Pereira Gomes e do matemático Alfredo Pereira Gomes. Um mês depois de Alice Gomes nascer, a família muda-se para Gestaçô, no Baião, e depois para Espinho. Desde  cedo se dedica à escrita de poesia.
Frequentou no Porto o Liceu Carolina Michaëlis, tendo depois completado o curso da Escola do Magistério Primário, e mais tarde em Lisboa fez o curso de Ciências Pedagógicas na Faculdade de Letras da Universidade de Lisboa. Dedicou-se sobretudo ao ensino primário e infantil, que exerceu durante muito tempo no Liceu Francês Charles Lepierre, onde desenvolveu um método de ensinar crianças estrangeiras a falar português, que iria publicar no livro Aprender Sorrindo em 1970. Ensinou também no Instituto Normal Primário do Porto e no ensino infantil e primário em Lisboa, e leccionou, enquanto docente, Literatura Infantil na Escola de Formação de Educadores de Infância João de Deus.
Dois dos seus poemas, Desejo e Ser como as outras, são publicados na revista Presença a partir de 1933, ao lado de muito poucas outras mulheres entre as quais se incluem Irene Lisboa e Maria Archer entre outras. Em 1934 casa com o poeta Adolfo Casais Monteiro, com quem tem em 1938 o seu único filho, João Paulo Gomes Monteiro. Em 12 de outubro de 1936, ambos foram detidos pela PVDE no Porto, por angariarem fundos para apoiar os republicanos na Guerra Civil Espanhola - ficarão presos durante dez meses. Postos em liberdade em agosto de 1937, são expulsos do ensino por pertencerem ao Socorro Vermelho Internacional.
Acompanhou o marido, o poeta Adolfo Casais Monteiro no seu exílio político no Brasil em 1954, mas regressou a Portugal no ano seguinte, e separou-se dele alguns anos mais tarde. Entre 1950 e 1956 contribui textos para a publicação Os Nossos Filhos, revista de educação feminina de oposição e resistência ao Estado Novo.
Juntamente com José Francisco de Almeida, Manuel Calvet de Magalhães, João Silva Couto, Cecília Menano, Manuela Ribeiro Soares e Maria Lúcia Namorado, fundou em 1957 a Associação Portuguesa para a Educação pela Arte, inspirada pela proposta de Herbert Read feita numa conferência da UNESCO em 1954. A associação era presidida por Alice Gomes e incluía pedopsiquiatras como João dos Santos e Arquimedes da Silva Santos, bem como artistas plásticos como Almada Negreiros e Nikias Skapinakis, e ainda musicólogos como João de Freitas Branco. Alice Gomes foi ainda membro do Comité Português para a Unicef, membro da Sobreart, da Ludus e da International Society for Education Through Art (InSEA). Opositora ao regime, participa em protestos incluindo um encontro contra a Censura em 1958.
Fez a primeira tradução (em 1959) do livro O Principezinho de Antoine de Saint-Exupéry para português, e traduziu também Balzac e Merimée.
Em 1973 foi eleita a candidata portuguesa ao Prémio Internacional de Literatura Infantil Hans Christian Andersen. Em 1974 assinou, juntamente com autores como Sophia de Mello Breyner Andresen, Ilse Losa, Matilde Rosa Araújo e outros, um telegrama de saudação da Junta de Salvação Nacional em que se compromete a educar pela Democracia.
O seu filho doou todo o espólio de Alice Gomes à Biblioteca Nacional de Portugal após a sua morte em 1983.

## Obra

### Obra escrita
- O Autor e a Comunicação no Livro Infantil (1972)
- A Literatura para a infância (1979)
- Fogueira de Lenha Verde (1979)
- Pensamentos da poesia e prosa da vida (1989)

#### Literatura para a infância
- Teatro para Crianças: A Nau Catrineta; a Lenda das Amendoeiras; A Outra História do Capuchinho Vermelho (1967)
- As Histórias da Coca-Bichinhos (1968)
- Douro Encantado (1968)
- Aprender Sorrindo I (1970)
- Bichinho Poeta (1970)
- Giroflé-Giroflá (1970)
- Na Idade dos Porquês (1970)
- História de uma Menina (1971)
- Vidrinho de Cheiro (1971)
- Os Ratos e o Trovador (1973)
- Uma história (1973)
- Contos Risonhos (1979)
- Aprender Sorrindo II (1980)
- A Chave: Novela Para Crianças (1980)
- Alexandre e os lobos (1983)
- Barco no Rio (1983)
- Coração do tempo (1984)

### Antologias
- Poesia para a Infância (1955)
- Poesia da Infância (1966)
- Antologia Poética de Autores Portugueses e Brasileiros

### Tradução
- O principezinho - Antoine de Saint-Exupéry (1959)
- Feliz Idade - Sigrid Undset (1940)
- O Pastor de Kotchamy - Constantino Fedine (1941)
- Duplo Engano - Prosper Mérimée (1941)
- Escuta, Mamã - Jacqueline Yves (1972)
- A Criança e a Música - Michel Legaud/ Jacqueline Legaud (1973)
- Autoridade... mas qual? - Anne Sommermeyer/ C. Duval (1973)